# Elżbieta Gacek
Elżbieta Łucja Gacek (ur. 6 lipca 1938 w Wąchocku) – polska prawniczka, poetka i polityk, w latach 1988–1989 wicemarszałek Sejmu IX kadencji. Członek Rady Państwa w latach 1985–1988.

## Życiorys
Ukończyła II Liceum Ogólnokształcące im. Jana Śniadeckiego w Kielcach oraz w 1960 studia prawnicze na Uniwersytecie Jagiellońskim. Od 1962 była członkinią Polskiej Zjednoczonej Partii Robotniczej. Po studiach podjęła pracę w sądownictwie, była sędzią Sądu Powiatowego w Kielcach (1966–1975), sędzią Okręgowego Sądu Pracy i Ubezpieczeń Społecznych w Kielcach (1975–1985) oraz sędzią Sądu Wojewódzkiego w Kielcach (od 1985). W latach 1985–1988 była członkinią Rady Państwa. W latach 1988–1989 wicemarszałek Sejmu IX kadencji. W latach 1989–1991 członek Trybunału Stanu. Była m.in. wiceprzewodniczącą Zarządu Głównego Ligi Kobiet Polskich i posłanką na Sejm PRL IX kadencji w latach 1985–1989. Zasiadała w prezydium Miejskiej Rady Narodowej w Kielcach. Była także członkinią Wojewódzkiej i Miejskiej Rady Patriotycznego Ruchu Odrodzenia Narodowego. W 1989 została szefem Zespołu do Spraw Wymiaru Sprawiedliwości i Ścigania w Kancelarii Prezydenta PRL. Należała również do Towarzystwa Przyjaciół Sztuk Pięknych w Kielcach. W 2003 przeszła jako sędzia w stan spoczynku.
Została członkinią i wolontariuszką Świętokrzyskiego Klubu „Amazonki” przy Świętokrzyskim Centrum Onkologii w Kielcach, w latach 2013–2016 będąc jego prezesem. Zajmuje się także działalnością poetycką, od 2000 wydaje tomiki wierszy.
Odznaczona Złotym (1985) i Srebrnym Krzyżem Zasługi, Medalem 40-lecia Polski Ludowej, Złotą Odznaką Ligi Kobiet, Odznaką „Zasłużony dla Kielecczyzny” oraz Odznaką honorową „Zasłużony Pracownik Państwowy”.